# Мензо, Стэнли
Стэнли Пурл Мензо (нидерл. Stanley Purl Menzo; род. 15 октября 1963, Парамарибо, Нидерланды) — нидерландский футболист, вратарь, известный по выступлениям за «Аякс», «Льерс» и сборную Нидерландов. Участник чемпионата мира 1990 в Италии и чемпионата Европы 1992. В настоящее время является тренером сборной Суринама.

## Клубная карьера
Мензо воспитанник любительского клуба «Зебюргия», в возрасте 19 лет начал профессиональную карьеру в амстердамском «Аяксе». В первых двух сезонах он не смог выиграть конкуренцию у Ханса Галье и в 1984 году отправился в аренду в «Харлем». В сезоне 1984/85 Мензо выиграл Эредивизию вместе с «Аяксом», в последующем он ещё дважды завоевал чемпионство и пять раз становился обладателем Кубка Нидерландов. В сезоне 1985/86 Стэнли стал основным вратарём клуба. Он оставался номером один «Аякса» на протяжении семи сезонов и помог команде выиграть Кубок кубков и Кубок УЕФА. В сезоне 1991/1992 Мензо был вытеснен из состава Эдвином ван дер Саром.
Летом 1994 года Стэнли перешёл в ПСВ, где был сменщиком Роналда Ватеррёса. В 1996 году 33-летний Мензо реанимировал свою карьеру в бельгийском «Льерсе». Он был основным голкипером и внес немалый вклад в завоевание Кубка Бельгии и выигрыша Жюпиле лиги. В 1997 году Мензо на правах аренды недолго играл за французский «Бордо», с приходом Ульриша Раме Стэнли вернулся в «Льерс».
В 1999 году он вернулся в «Аякс», где был резервным вратарём на протяжении двух сезонов. В 2001 году Мензо перешёл в АГОВВ. По окончании сезона он завершил карьеру футболиста и стал тренером.

## Международная карьера
В 1989 году Мензо дебютировал за сборную Нидерландов. Он не играл на протяжении трёх лет, оставаясь в тени Ханса ван Брёкелена. Но несмотря на это обстоятельство, Стэнли был участником чемпионата мира 1990 в Италии и Евро-92 в Швеции. После того как ван Брёкелен завершил карьеру, Мензо в качестве основного вратаря принял участие в двух матчах квалификации чемпионата мира в США против сборных Норвегии и Польши, но сыграл неуверенно и был вытеснен молодым Эдвином ван дер Саром.

## Статистика

### Матчи Мензо за сборную Нидерландов
| Матчи Мензо за сборную Нидерландов | Матчи Мензо за сборную Нидерландов | Матчи Мензо за сборную Нидерландов | Матчи Мензо за сборную Нидерландов | Матчи Мензо за сборную Нидерландов | Матчи Мензо за сборную Нидерландов |
| ---------------------------------- | ---------------------------------- | ---------------------------------- | ---------------------------------- | ---------------------------------- | ---------------------------------- |
| №                                  | Дата                               | Соперник                           | Счёт                               | Пропущено голов                    | Соревнование                       |
| 1                                  | 6 сентября 1989                    | Дания                              | 2:2                                | 2                                  | Товарищеский матч                  |
| 2                                  | 12 февраля 1992                    | Португалия                         | 0:2                                | 1                                  | Товарищеский матч                  |
| 3                                  | 25 марта 1992                      | Югославия                          | 2:0                                | —                                  | Товарищеский матч                  |
| 4                                  | 9 сентября 1992                    | Италия                             | 2:3                                | 3                                  | Товарищеский матч                  |
| 5                                  | 23 сентября 1992                   | Норвегия                           | 1:2                                | 2                                  | Чемпионат мира 1994 (отбор)        |
| 6                                  | 14 октября 1992                    | Польша                             | 2:2                                | 2                                  | Чемпионат мира 1994 (отбор)        |

Итого: 6 матчей / пропущено 10 голов; 1 победа, 2 ничьи, 3 поражения.

## Достижения
«Аякс»
- Чемпион Нидерландов — 1984/85, 1989/90, 1993/94
- Обладатель Кубка Нидерландов — 1985/86, 1986/87, 1992/93, 1995/96, 1995/96
- Обладатель Кубка УЕФА — 1991/92
- Обладатель Кубка кубков — 1986/87

«Льерс»
- Чемпион Бельгии — 1996/97
- Обладатель Кубка Бельгии — 1998/99